# Raganella (strumento musicale)
La raganella, o tric trac, è uno strumento musicale, idiofono a suono indeterminato, in legno, che produce suoni brevi e secchi tramite la rotazione di una lamina flessibile che viene raschiata da una ruota dentata fissata su un manico o una manovella. Con la tipologia a manovella l'esecutore può controllare le dinamiche e la fluttuazione tremolata del suono.

## Storia
Di origine incerta, fu probabilmente inventata da Archita di Taranto. Nel Medioevo si diffuse in molti Paesi europei, dove veniva suonata durante le feste popolari come strumento infantile e folcloristico.
Veniva anche suonata di notte, lungo le strade, per scandire le ore.
Fino al Concilio Vaticano II le raganelle di grandi dimensioni (dette in liturgia Crotalo o Crepitacolo) erano suonate nei campanili delle chiese cattoliche durante la Settimana Santa, dal Giovedì al Sabato Santo, in sostituzione di campanelli (in chiesa) e campane.
La raganella è tuttora impiegata in alcune zone del Veneto e della Bassa Padana, nonché in  Calabria, Sicilia, Puglia e Sardegna, per funzioni religiose o feste popolari. Viene ancora usata in Molise e Calabria, in chiesa durante le funzioni della settimana santa in sostituzione del campanello.

## Nomi dialettali
La raganella è chiamata in modo differente nelle varie città: in Trentino e Veneto è la ràcoła, a Caorle la ribèba, in Friuli graciule, in Salento la ṭrènula, o la ṭròzzula a Taranto  'a ròzzələ o  'u ruèzzələ, in Calabria il nome prevalente è tòcca, tiratòcca o tirritirri, in Sardegna matraca.